# Нейроурбанизм
Нейроурбанизм — это междисципдинарная область, изучающая, как городская среда и архитектура влияют на психическое здоровье человека с акцентом на психологическое благополучие. Для изучения применяются лабораторные методы нейронауки.
Дисциплина зародилась под влиянием ускоренного развития городов. Она стала актуальной для городских планировщиков и специалистов по психическому здоровью, так как в ней изучается влияние городской ссреды на работу мозга, а также на эмоции, психическое благополучие. В нейроурбанизме объединены нейронауки, городское планирование, архитектура и все достижения перечисленных наук.

###### ==КЛАССИФИКАЦИЯ===
Исследователи нейроурбанизма выявили 5 дисциплин, входящих в его состав - это эпидемиология, фундаментальные исследования, экспериментальные исследования городского стресса и эмоциональное картирование, исследования городской профилактики и терапии, консультативные практики.
==ИСТОРИЯ НЕЙРОУРБАНИЗМА==
Нейроурбанизм пока не является достаточно развитой дисциплиной. Исследований по нему не так много, однако его популярность возрастает.
Рассматривая историю появления нейроурбанизма, можно несомненно сказать, что он берет своё начало из урбанизма, тенденции которого всё больше учитывают психологические потребности городских жителей. Так как, согласно исследованиям, к 2050 году будет проживать 70% населения планеты, эти потребности становятся только актуальнее. Если рассматривать конкретно, то развитие городов неизменно приводит к таким проблемам как нехватка зеленых зон, шумовое загрязнение и социальное неравенство. Эти проблемы в свою очередь связаны с психологией людей и их восприятием городского пространства. Нейроурбанизм же, в котором объединяются данные о развитии городов и мозговой активности могут способствовать созданию наиболее комфортных сред для жизни людей. Нейроурбанизм-междисциплинарная область, поэтому в нём объединяются труды нейробиологов, урбанистов, архитекторов, которые вместе создают пространства, отвечающие психологическим потребностям городских жителей. В этой дисциплине применяются  принципы нейронауки, чтобы исследовать городские пространства с точки зрения их влияния на эмоциональное состояние людей и их поведение. Анализируются также те аспекты, которые выходят за пределы сознания. Нейроурбанисты стремятся к когнитивной, эмоциональной и физической удовлетворенности  людей, которые будут жить в разработанных с их помощью пространствах. На развитие неуройрбанизма несомненно оказало влияние развитие технологий, а также интернет, потому как это отражается на жизни горожан и их потребностях
Интерес к нейроурбанизму продолжает расти и этот подход вдохновляет специалистов к созданию городов будущего, ориентированных на потребности их жителей.
==МЕТОДЫ НЕЙРОУРБАНИЗМА==
Нейроурбанисты применя,т различные нейропсихологические методы. Выделим некоторые из них.
1. Метод окулографии (айтрекинга). Например, применялся при изучении привлекательности дворов  в зависимости от их озеленения и наличия парковок при выборе жилья для аренды[8]
2. Технология виртуальной реальности (VR). Этот современный метод используется, например, когда есть проблемы с доступом к реальной среде или локации[1].
3. фМРТ. Данный метод хоть и является дорогостоящим, но является, фактически, способом предсказать поведение на нейронном уровне. Нейроурбанисты используют его для  планирования дизайна городов на основе  фактических данных[9].
4. ЭЭГ. Метод использовался, например, для изучения сходства мозговой активности между испытуемыми во время велопрогулок по паркам, бульварам и улицам с интенсивным движением для изучения того, будет ли схожа активность мозга в местах города с природой или в более урбанизированных местах[10].